# Crepúsculo
Crepúsculo és una pel·lícula dramàtica mexicana del 1945 dirigida per Julio Bracho i protagonitzada per Arturo de Córdova, Gloria Marín i Julio Villarreal.

## Sinopsi
Poc abans de marxar a un viatge a Europa, el cèlebre doctor Alejandro Mangino veu a la seva ex xicota Lucía posant nua en una classe d'art. Una vegada més s'enamora d'ella, però després de tornar d'Europa troba que està casada amb el seu millor amic, Ricardo. Intenta desesperadament evitar Lucía, però lluita per superar els seus sentiments obsessius. Ella l'atrau a tenir una aventura amb ella, malgrat les preocupacions de la germana menor de Lucía, Cristina, que també està enamorada del doctor Mangino. Mangino es troba en un estat de trauma psicològic quan ha d'operar Ricardo per salvar-li la vida.

## Repartiment
- Arturo de Córdova - Alejandro Mangino[3]
- Gloria Marín - Lucía
- Julio Villarreal - Maestro de psiquiatria
- Manuel Arvide - Ricardo Molina
- Octavio Martínez - Sebastián, mayordomo
- Felipe Montoya - Primitivo
- Manuel Noriega - Papá de Lucía
- Jesús Valero - Escultor
- Lilia Michel - Cristina
- Lidia Franco - Mamá de Lucía
- Carlos Aguirre - Raúl
- María Gentil Arcos - Madre de Lucia
- Francisco Jambrina - Doctor Díaz González
- Chel López - Chofer
- Luz María Núñez - Enfermera
- Salvador Quiroz - José
- Humberto Rodríguez - José, Conserje
- Félix Samper - Invitado a reunión
- Manuel Trejo Morales - Invitado a reunión
- Armando Velasco - Conductor del tren